# GeForce 500
Uma atualização da série GeForce 400 baseada em Fermi, a série GeForce 500 é uma série de unidades de processamento gráfico desenvolvidas pela Nvidia, lançadas pela primeira vez em 9 de novembro de 2010 com a GeForce GTX 580.
Seu concorrente direto era a série Radeon HD 6000 da AMD; eles foram lançados com aproximadamente um mês de diferença.
As placas gráficas Geforce 500 não têm mais suporte oficial, isto é, drivers para Windows não são mais lançados com suporte a estes modelos, pela nVidia, desde janeiro de 2019.

## Visão geral
As placas de vídeo Nvidia Geforce série 500 são versões significativamente modificadas das placas de vídeo Nvidia GeForce 400, em termos de desempenho e gerenciamento de energia. Como as placas gráficas Nvidia GeForce série 400, as placas gráficas Nvidia Geforce série 500 suportam DirectX 11.0, OpenGL 4.6, and OpenCL 1.1.
O chip Fermi atualizado inclui 512 processadores de fluxo, agrupados em 16 clusters de multiprocessadores de fluxo (cada um com 32 núcleos CUDA) e é fabricado pela TSMC em um processo de 40 nm.
A placa de vídeo Nvidia GeForce GTX 580 é a primeira da série Nvidia GeForce 500 a usar um chip totalmente habilitado baseado na arquitetura Fermi atualizada, com todos os 16 clusters de multiprocessadores de fluxo e todos os seis controladores de memória de 64 bits ativos. A nova GPU GF110 foi aprimorada com filtragem FP16 de velocidade total (a GPU GF100 da geração anterior só podia fazer filtragem FP16 de meia velocidade) e unidades z-culling aprimoradas.
Em 25 de janeiro de 2011, a Nvidia lançou a GeForce GTX 560 Ti, para atingir o segmento "sweet spot", onde a relação preço/desempenho é considerada importante. Com uma melhoria de mais de 30% em relação à GTX 460 e desempenho entre a Radeon HD 6870 e a 6950 1GB, a GTX 560 Ti substituiu diretamente a GeForce GTX 470.
Em 17 de fevereiro de 2011, foi relatado que a GeForce GTX 550 Ti seria lançada em 15 de março de 2011. Embora a GTX 550 Ti seja um chip mainstream GF116, a Nvidia escolheu nomear sua nova placa como GTX 550 Ti, e não o GTS 550. O desempenho mostrou-se pelo menos comparável e até 12% mais rápido que a atual Radeon HD 5770. Em termos de preço, a nova placa pisou na faixa ocupada pela GeForce GTX 460 (768 MB) e pela Radeon HD 6790.
Em 24 de março de 2011, a GTX 590 foi lançada como a principal placa de vídeo da Nvidia. A GTX 590 é uma placa de GPU dupla, semelhante a versões anteriores, como a GTX 295, e ostentava o potencial de lidar com a tecnologia 3D Vision da Nvidia por conta própria.
Em 13 de abril de 2011, a GT 520 foi lançada como a placa mais baixa da linha, com desempenho inferior às placas de número equivalente nas duas gerações anteriores, a GT 220 e a GT 420.[carece de fontes?] No entanto, suportava DirectX 11 e era mais poderoso que a GeForce 210, a GeForce 310 e as opções de gráficos integrados nas CPUs Intel.
Em 17 de maio de 2011, a Nvidia lançou uma versão mais barata (não-Ti) da GeForce GTX 560 para fortalecer o desempenho de preço da Nvidia na faixa de $ 200. Como a GTX 560 Ti mais rápida que veio antes dela, esta placa de vídeo também era mais rápida que a GeForce GTX 460. Versões padrão desta placa tiveram desempenho comparável ao AMD Radeon HD 6870 e eventualmente substituiriam a GeForce GTX 460. Versões premium desta operam em maior velocidade (com overclock de fábrica) e são ligeiramente mais rápidas que a Radeon 6870, aproximando-se do desempenho das versões básicas da Radeon HD 6950 e da GeForce GTX 560 Ti.
Em 28 de novembro de 2011, a Nvidia lançou a "GTX560Ti com 448 núcleos". No entanto, ele não usa o silício da série GTX560: é um chip GF110 com dois blocos de sombreamento desabilitados. A versão mais poderosa da série 560, este cartão era amplamente conhecido por ser um cartão de "produção limitada" e foi usado como uma ferramenta de marketing fazendo uso da popularidade da marca GTX560 para a temporada de férias de 2011. O desempenho da placa fica entre o 560Ti regular e o 570.

## Uso falsificado
Os cartões desta geração, principalmente o modelo 550 Ti de menor comprimento, são cartões comuns de escolha de revendedores falsificados, que pegam os cartões e editam seus chips BIOS para que sejam relatados como cartões mais modernos, como o GTX 1060 e 1050 Ti modelos. Esses cartões são vendidos via eBay, Taobao, AliExpress e Wish.Com pelo golpista. Eles podem ter um mínimo de funcionalidade para garantir que à primeira vista pareçam legítimos, mas defeitos causados pelo falso BIOS, problemas de fabricação e software quase sempre causarão travamentos em jogos e aplicativos modernos e, caso contrário, o desempenho ainda será extremamente pobre.

## Produtos

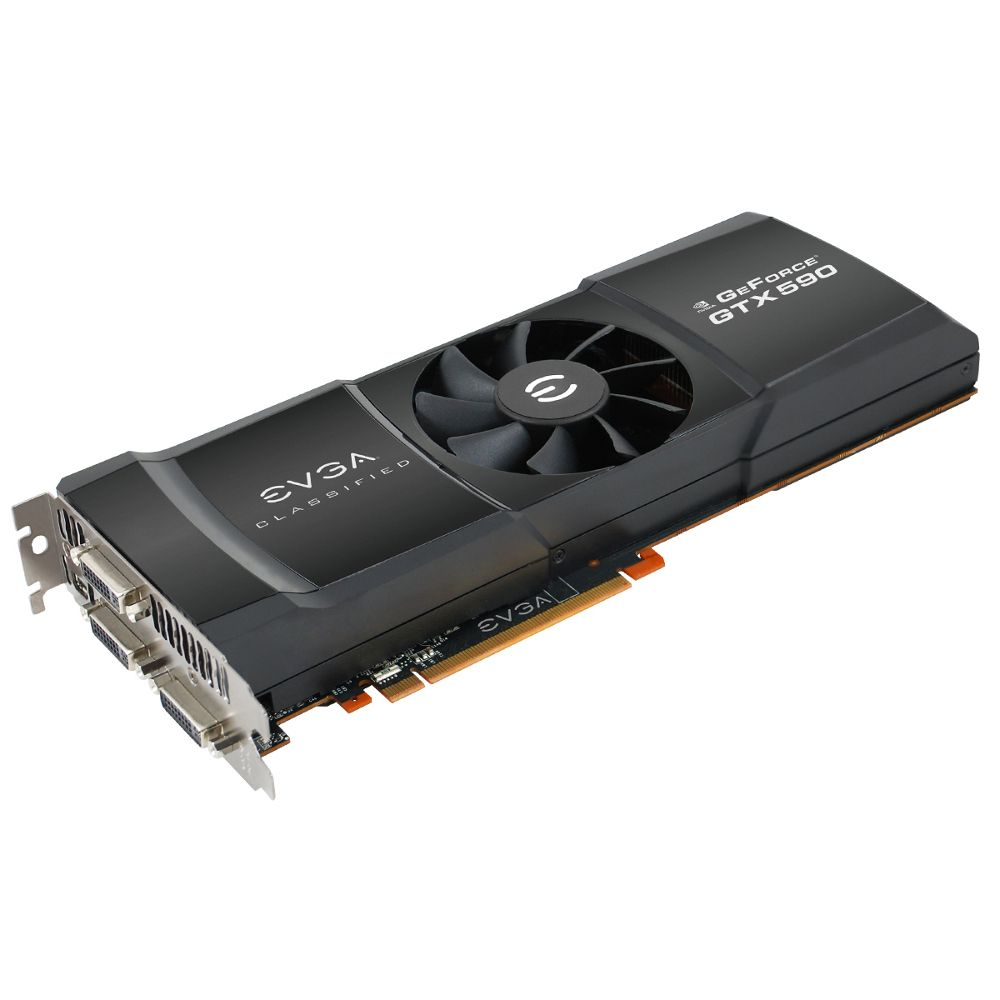
Uma EVGA GTX 590 Classified

### GeForce série 500 (5xx)
- 1 Shaders Unificados: Unidades de Mapeamento de Textura: Unidades de Saída de Renderização
- 2 Cada Streaming Multiprocessor (SM) na GPU da arquitetura GF110 contém 32 SPs e 4 SFUs. Cada Streaming Multiprocessor (SM) na GPU da arquitetura GF114/116/118 contém 48 SPs e 8 SFUs. Cada SP pode realizar até duas operações FMA de precisão única por clock. Cada SFU pode realizar até quatro operações SF por clock. A proporção aproximada de operações FMA a operações SF é igual 4:1. O desempenho teórico do shader em operações de ponto flutuante de precisão única (FMA)[FLOPSsp, GFLOPS] da placa gráfica com contagem de shader [n] e frequência do shader [f, GHz], é estimado pelo seguinte: FLOPSsp ˜ f × n × 2. Fórmula alternativa: FLOPS sp ˜ f × m × (32 SPs × 2(FMA)). [m] – contagem de SM. Potência de processamento total: FLOPSsp ˜ f × m × (32 SPs × 2(FMA) + 4 × 4 SFUs) ou FLOPSsp ˜ f × n × 2.5.
- 3 Cada SM no GF110 contém 4 unidades de filtragem de textura para cada unidade de endereço de textura. A matriz GF110 completa contém 64 unidades de endereço de textura e 256 unidades de filtragem de textura.[7] Cada SM na arquitetura GF114/116/118 contém 8 unidades de filtragem de textura para cada unidade de endereço de textura, mas dobrou as unidades de endereçamento e filtragem.

Todos os produtos são produzidos usando um processo de fabricação de 40 nm.
Todos os produtos suportam DirectX 12.0, OpenGL 4.6 e OpenCL 1.1.

### GeForce série 500M (5xxM)
A série GeForce 500M para arquitetura de notebook.
- 1 Shaders Unificados: Unidades de Mapeamento de Textura: Unidades de Saída de Renderização

| Modelo           | Lançamento           | Nome do código | Fab (nm) | interface de Barramento | Core config1                | taxa de clock | taxa de clock  | taxa de clock | Taxa de preenchimento | Taxa de preenchimento | Memória         | Memória                 | Memória            | Memória                     | Suporte API (versão) | Suporte API (versão) | Suporte API (versão) | Suporte API (versão) | Poder de processamento2 (GFLOPS) | TDP (watts) | Notas                    |
| Modelo           | Lançamento           | Nome do código | Fab (nm) | interface de Barramento | Core config1                | Core (MHz)    | Shader (MHz)   | Memória (MHz) | Pixel (GP/s)          | Textura (GT/s)        | Tamanho (MiB)   | Largura de banda (GB/s) | Tipo de barramento | Largura do barramento (bit) | DirectX              | OpenGL               | OpenCL               | Vulkan               | Poder de processamento2 (GFLOPS) | TDP (watts) | Notas                    |
| ---------------- | -------------------- | -------------- | -------- | ----------------------- | --------------------------- | ------------- | -------------- | ------------- | --------------------- | --------------------- | --------------- | ----------------------- | ------------------ | --------------------------- | -------------------- | -------------------- | -------------------- | -------------------- | -------------------------------- | ----------- | ------------------------ |
| GeForce GT 520M  | 5 de janeiro de 2011 | GF119          | 40       | PCIe 2.0 x16            | 48:8:4                      | 740           | 1480           | 1600          | 2.96                  | 5.92                  | 1024            | 12.8                    | DDR3               | 64                          | 12.0 (11_0)          | 4.6                  | 1.1                  | —                    | 142.08                           | 12          |                          |
| GeForce GT 520M  |                      | GF108          | 40       | PCIe 2.0 x16            | 96:16:4                     | 515           | 1030           | 1600          | 2.06                  | 8.24                  | 1024            | 12.8                    | DDR3               | 64                          | 12.0 (11_0)          | 4.6                  | 1.1                  | —                    | 197.76                           | 20          | Notado em laptops Lenovo |
| GeForce GT 520MX | 30 de maio de 2011   | GF119          | 40       | PCIe 2.0 x16            | 48:8:4                      | 900           | 1800           | 1800          | 3.6                   | 7.2                   | 1024            | 14.4                    | DDR3               | 64                          | 12.0 (11_0)          | 4.6                  | 1.1                  | —                    | 172.8                            | 20          |                          |
| GeForce GT 525M  | 5 de janeiro de 2011 | GF108          | 40       | PCIe 2.0 x16            | 96:16:4                     | 600           | 1200           | 1800          | 2.4                   | 9.6                   | 1024            | 28.8                    | DDR3               | 128                         | 12.0 (11_0)          | 4.6                  | 1.1                  | —                    | 230.4                            | 20-23       |                          |
| GeForce GT 540M  | 5 de janeiro de 2011 | GF108          | 40       | PCIe 2.0 x16            | 96:16:4                     | 672           | 1344           | 1800          | 2.688                 | 10.752                | 1024            | 28.8                    | DDR3               | 128                         | 12.0 (11_0)          | 4.6                  | 1.1                  | —                    | 258.048                          | 32-35       |                          |
| GeForce GT 550M  | 5 de janeiro de 2011 | GF108          | 40       | PCIe 2.0 x16            | 96:16:4                     | 740           | 1480           | 1800          | 2.96                  | 11.84                 | 1024            | 28.8                    | DDR3               | 128                         | 12.0 (11_0)          | 4.6                  | 1.1                  | —                    | 284.16                           | 32-35       |                          |
| GeForce GT 555M  | 5 de janeiro de 2011 | GF106 GF108    | 40       | PCIe 2.0 x16            | 144:24:24 144:24:16 96:16:4 | 590 650 753   | 1180 1300 1506 | 1800 3138     | 14.6 10.4 3           | 14.6 15.6 12          | 1536 2048 1024  | 43.2 28.8 50.2          | DDR3 GDDR5         | 192 128                     | 12.0 (11_0)          | 4.6                  | 1.1                  | —                    | 339.84 374.4 289.15              | 30-35       |                          |
| GeForce GTX 560M | 30 de maio de 2011   | GF116          | 40       | PCIe 2.0 x16            | 192:32:16 192:32:24         | 775           | 1550           | 2500          | 18.6                  | 24.8                  | 2048 1536, 3072 | 40.0 60.0               | GDDR5              | 128 192                     | 12.0 (11_0)          | 4.6                  | 1.1                  | —                    | 595.2                            | 75          |                          |
| GeForce GTX 570M | 28 de junho de 2011  | GF114          | 40       | PCIe 2.0 x16            | 336:56:24                   | 575           | 1150           | 3000          | 13.8                  | 32.2                  | 1536            | 72.0                    | GDDR5              | 192                         | 12.0 (11_0)          | 4.6                  | 1.1                  | —                    | 772.8                            | 75          |                          |
| GeForce GTX 580M | 28 de junho de 2011  | GF114          | 40       | PCIe 2.0 x16            | 384:64:32                   | 620           | 1240           | 3000          | 19.8                  | 39.7                  | 2048            | 96.0                    | GDDR5              | 256                         | 12.0 (11_0)          | 4.6                  | 1.1                  | —                    | 952.3                            | 100         |                          |

## Tabela de chipsets

### GeForce série 500 (5xx)
| Modelo                       | Lançamento              | Nome do código  | Fab (nm)   | Transistores (Milhões) | Tamanho da matriz (mm2) | interface de Barramento      | contagem de SM | Core config  | Taxa de clock | Taxa de clock | Taxa de clock | Taxa de preenchimento | Taxa de preenchimento | Configuração de memória | Configuração de memória | Configuração de memória | Configuração de memória     | Versão de API suportada | Versão de API suportada | Versão de API suportada | Versão de API suportada | Poder de processamento (GFLOPS) | Poder de processamento (GFLOPS) | TDP (watts) | Preço de lançamento (USD) |
| Modelo                       | Lançamento              | Nome do código  | Fab (nm)   | Transistores (Milhões) | Tamanho da matriz (mm2) | interface de Barramento      | contagem de SM | Core config  | Core (MHz)    | Shader (MHz)  | Memória (MHz) | Pixel (GP/s)          | Textura (GT/s)        | Tamanho (MB)            | largura de banda (GB/s) | Tipo de DRAM            | Largura de barramento (bit) | Vulkan                  | Direct3D                | OpenGL                  | OpenCL8                 | precisão única                  | precisão dupla                  | TDP (watts) | Preço de lançamento (USD) |
| ---------------------------- | ----------------------- | --------------- | ---------- | ---------------------- | ----------------------- | ---------------------------- | -------------- | ------------ | ------------- | ------------- | ------------- | --------------------- | --------------------- | ----------------------- | ----------------------- | ----------------------- | --------------------------- | ----------------------- | ----------------------- | ----------------------- | ----------------------- | ------------------------------- | ------------------------------- | ----------- | ------------------------- |
| GeForce 510                  | 29 de setembro de 2011  | GF119           | TSMC 40 nm | 292                    | 79                      | PCIe 2.0 x16                 | 1              | 48:8:4       | 523           | 1046          | 1800          | 2.1                   | 4.5                   | 1024 2048               | 14.4                    | DDR3                    | 64                          | n/a                     | 12 FL 11_1              | 4.6                     | 1.1                     | 100.4                           | Desconhecido                    | 25          | OEM                       |
| GeForce GT 520               | 12 de abril de 2011     | GF119           | TSMC 40 nm | 292                    | 79                      | PCIe 2.0 x16 PCIe 2.0 x1 PCI | 1              | 48:8:4       | 810           | 1620          | 1800          | 3.25                  | 6.5                   | 1024 2048               | 14.4                    | DDR3                    | 64                          | n/a                     | 12 FL 11_1              | 4.6                     | 1.1                     | 155.5                           | Desconhecido                    | 29          | $59                       |
| GeForce GT 530               | 14 de maio de 2011      | GF108-220       | TSMC 40 nm | 585                    | 116                     | PCIe 2.0 x16                 | 2              | 96:16:4      | 700           | 1400          | 1800          | 2.8                   | 11.2                  | 1024 2048               | 28.8                    | DDR3                    | 128                         | n/a                     | 12 FL 11_1              | 4.6                     | 1.1                     | 268.8                           | 22.40                           | 50          | OEM                       |
| GeForce GT 545               | 14 de maio de 2011      | GF116           | TSMC 40 nm | ~1170                  | ~238                    | PCIe 2.0 x16                 | 3              | 144:24:16    | 720           | 1400          | 1800          | 11.52                 | 17.28                 | 1536 3072               | 43                      | DDR3                    | 192                         | n/a                     | 12 FL 11_1              | 4.6                     | 1.1                     | 415.07                          | Desconhecido                    | 70          | $149                      |
| GeForce GT 545               | 14 de maio de 2011      | GF116           | TSMC 40 nm | ~1170                  | ~238                    | PCIe 2.0 x16                 | 3              | 144:24:16    | 870           | 1740          | 1998          | 13.92                 | 20.88                 | 1024                    | 64                      | GDDR5                   | 128                         | n/a                     | 12 FL 11_1              | 4.6                     | 1.1                     | 501.12                          | Desconhecido                    | 105         | OEM                       |
| GeForce GTX 550 Ti           | 15 de março de 2011     | GF116-400       | TSMC 40 nm | ~1170                  | ~238                    | PCIe 2.0 x16                 | 4              | 192:32:24    | 900           | 1800          | 4104          | 21.6                  | 28.8                  | 768+256 1536            | 65.7+32.8 98.5          | GDDR5                   | 128+64 192                  | n/a                     | 12 FL 11_1              | 4.6                     | 1.1                     | 691.2                           | Desconhecido                    | 116         | $149                      |
| GeForce GTX 555              | 14 de maio de 2011      | GF114           | TSMC 40 nm | 1950                   | 332                     | PCIe 2.0 x16                 | 6              | 288:48:24    | 736           | 1472          | 3828          | 17.6                  | 35.3                  | 1024                    | 91.9                    | GDDR5                   | 128+64                      | n/a                     | 12 FL 11_1              | 4.6                     | 1.1                     | 847.9                           | Desconhecido                    | 150         | OEM                       |
| GeForce GTX 560 SE           | 20 de fevereiro de 2012 | GF114-200-KB-A1 | TSMC 40 nm | 1950                   | 332                     | PCIe 2.0 x16                 | 6              | 288:48:24    | 736           | 1472          | 3828          | 17.6                  | 35.3                  | 1024                    | 91.9                    | GDDR5                   | 128+64                      | n/a                     | 12 FL 11_1              | 4.6                     | 1.1                     | 847.9                           | Desconhecido                    | 150         | OEM                       |
| GeForce GTX 560              | 17 de maio de 2011      | GF114-325-A1    | TSMC 40 nm | 1950                   | 332                     | PCIe 2.0 x16                 | 7              | 336:56:32    | 810           | 1620          | 4008          | 25.92                 | 45.36                 | 1024 2048               | 128.1                   | GDDR5                   | 256                         | n/a                     | 12 FL 11_1              | 4.6                     | 1.1                     | 1088.6                          | Desconhecido                    | 150         | $199                      |
| GeForce GTX 560 Ti           | 25 de janeiro de 2011   | GF114-400-A1    | TSMC 40 nm | 1950                   | 332                     | PCIe 2.0 x16                 | 8              | 384:64:32    | 822           | 1645          | 4008          | 26.3                  | 52.61                 | 1024 2048               | 128.26                  | GDDR5                   | 256                         | n/a                     | 12 FL 11_1              | 4.6                     | 1.1                     | 1263.4                          | 110                             | 170         | $249                      |
| GeForce GTX 560 Ti           | 30 de maio de 2011      | GF110           | TSMC 40 nm | 3000                   | 520                     | PCIe 2.0 x16                 | 11             | 352:44:40    | 732           | 1464          | 3800          | 29.28                 | 32.21                 | 1280 2560               | 152                     | GDDR5                   | 320                         | n/a                     | 12 FL 11_1              | 4.6                     | 1.1                     | 1030.7                          | 128.83                          | 210         | OEM                       |
| GeForce GTX 560 Ti 448 Cores | 29 de novembro de 2011  | GF110-270-A1    | TSMC 40 nm | 3000                   | 520                     | PCIe 2.0 x16                 | 14             | 448:56:40    | 732           | 1464          | 3800          | 29.28                 | 40.99                 | 1280                    | 152                     | GDDR5                   | 320                         | n/a                     | 12 FL 11_1              | 4.6                     | 1.1                     | 1311.7                          | 163.97                          | 210         | $289                      |
| GeForce GTX 570              | 7 de dezembro de 2010   | GF110-275-A1    | TSMC 40 nm | 3000                   | 520                     | PCIe 2.0 x16                 | 15             | 480:60:40    | 732           | 1464          | 3800          | 29.28                 | 43.92                 | 1280 2560               | 152                     | GDDR5                   | 320                         | n/a                     | 12 FL 11_1              | 4.6                     | 1.1                     | 1405.4                          | 175.68                          | 219         | $349                      |
| GeForce GTX 580              | 9 de novembro de 2010   | GF110-375-A1    | TSMC 40 nm | 3000                   | 520                     | PCIe 2.0 x16                 | 16             | 512:64:48    | 772           | 1544          | 4008          | 37.05                 | 49.41                 | 1536 3072               | 192.384                 | GDDR5                   | 384                         | n/a                     | 12 FL 11_1              | 4.6                     | 1.1                     | 1581.1                          | 197.63                          | 244         | $499                      |
| GeForce GTX 590              | 24 de março de 2011     | 2x GF110-351-A1 | TSMC 40 nm | 2x 3000                | 2x 520                  | PCIe 2.0 x16                 | 2x16           | 2x 512:64:48 | 607           | 1215          | 3414          | 2x29.14               | 2x38.85               | 2x 1536                 | 2x163.87                | GDDR5                   | 2x384                       | n/a                     | 12 FL 11_1              | 4.6                     | 1.1                     | 2488.3                          | 311.04                          | 365         | $699                      |
| Modelo                       | Lançamento              | Nome do código  | Fab (nm)   | Transistores (Milhões) | Tamanho da matriz (mm2) | interface de Barramento      | contagem de SM | Core config  | Taxa de clock | Taxa de clock | Taxa de clock | Taxa de preenchimento | Taxa de preenchimento | Configuração de memória | Configuração de memória | Configuração de memória | Configuração de memória     | Versão de API suportada | Versão de API suportada | Versão de API suportada | Versão de API suportada | Poder de processamento (GFLOPS) | Poder de processamento (GFLOPS) | TDP (Watts) | Preço de lançamento (USD) |
| Modelo                       | Lançamento              | Nome do código  | Fab (nm)   | Transistores (Milhões) | Tamanho da matriz (mm2) | interface de Barramento      | contagem de SM | Core config  | Core (MHz)    | Shader (MHz)  | Memória (MHz) | Pixel (GP/s)          | Textura (GT/s)        | Tamanho (MB)            | largura de banda (GB/s) | Tipo de DRAM            | Largura de barramento (bit) | Vulkan                  | Direct3D                | OpenGL                  | OpenCL8                 | precisão única                  | precisão dupla                  | TDP (Watts) | Preço de lançamento (USD) |

1. 1 2  Shaders Unificados: Unidades de Mapeamento de Textura: Unidades de Saída de Renderização
2. 1 2  Cada SM no GF110 contém 4 unidades de filtragem de textura para cada unidade de endereço de textura. A matriz GF110 completa contém 64 unidades de endereço de textura e 256 unidades de filtragem de textura.[9] Cada SM na arquitetura GF114/116/118 contém 8 unidades de filtragem de textura para cada unidade de endereço de textura, mas dobrou as unidades de endereçamento e filtragem.
3. 1 2  Para calcular o poder de processamento veja Microarquitetura Fermi#Performance.
4. 1 2 3 4 5  Semelhante à geração anterior, GTX 580 e provavelmente futura GTX 570, enquanto reflete sua melhoria em relação ao GF100, ainda tem TDP nominal mais baixo e maior consumo de energia, por exemplo, GTX580 (243W TDP) é um pouco menos de energia com fome do que GTX 480 (250W TDP). Isso é gerenciado pela aceleração do relógio por meio dos drivers quando um aplicativo dedicado com alto consumo de energia é identificado e pode violar o TDP do cartão. A alteração do nome do aplicativo desativará a aceleração e permitirá o consumo total de energia, que em alguns casos pode ser próximo ao da GTX480.[10]
5. 1 2  RAM de 1024 MB em barramento de 192 bits montado com 4 x (128 MB) + 2 x (256 MB).
6. 1 2 3  Referido internamente como GF104B[14]
7. 1 2 3 4  Referido internamente como GF100B[14]
8. ↑  Algumas empresas anunciaram que oferecerão a GTX580 com 3 GB de RAM.[16]

## Suporte decontinuado
A Nvidia anunciou que, após a versão 390 dos drivers, não lançará mais drivers 32-bit para sistemas operacionais de 32 bits.
A Nvidia anunciou em abril de 2018 que o Fermi fará a transição para o status de suporte ao driver legado e será mantido até janeiro de 2019.